# Stanley-Cup-Playoffs 1931
Die Playoffs um den Stanley Cup des Jahres 1931 begannen am 24. März 1931 und endeten am 14. April 1931 mit dem 3:2-Sieg der Canadiens de Montréal gegen die Chicago Black Hawks. Die Canadiens gewannen somit ihren insgesamt vierten Titel und wurden zugleich zum zweiten NHL-Team nach den Ottawa Senators (1920 & 1921), das den Stanley Cup verteidigen konnte. Im Vorjahr hatte sich Montréal mit 2:0 gegen die Boston Bruins durchgesetzt. Eben jene Bruins waren es auch, die in diesem Jahr mit Cooney Weiland den Topscorer stellten, obwohl dieser mit seiner Mannschaft bereits im Halbfinale an den Canadiens gescheitert war. Die Black Hawks hingegen bestritten ihr erstes Stanley-Cup-Endspiel überhaupt.

## Modus
Für die Playoffs qualifizierten sich die jeweils drei besten Teams der beiden Divisionen. Die beiden Divisionssieger spielten in einem ersten Halbfinale direkt einen der beiden Finalteilnehmer aus. Die vier übrigen Teams standen sich in zwei Viertelfinals gegenüber, wobei die beiden Divisionszweiten sowie die beiden Divisionsdritten aufeinandertrafen. Die Viertelfinals mündeten schließlich im zweiten Halbfinale, das den zweiten Finalteilnehmer ermittelte. Dabei wurde das erste Halbfinale sowie das Stanley-Cup-Finale im Best-of-Five-Modus ausgetragen, während in der zweiten Halbfinalserie und den beiden Viertelfinalserien grundsätzlich zwei Spiele ausgetragen wurden. In diesen wurde nur die Tordifferenz zum Weiterkommen berücksichtigt, sodass auch Unentschieden möglich waren.
In Serien mit Best-of-Five-Modus hatte das niedriger gesetzte Team in den ersten beiden Spielen Heimrecht, bevor die höher gesetzte Mannschaft drei Heimspiele in Folge bestritt. In Serien mit nur zwei Partien richtete jedes Team ein Heimspiel aus. Anzumerken ist jedoch, das von der dargestellten Verteilung des Heimrechts aus verschiedenen Gründen regelmäßig abgewichen wurde.
Bei Spielen, die nach der regulären Spielzeit von 60 Minuten unentschieden blieben, folgte die Overtime. Sie endete durch das erste erzielte Tor (Sudden Death). Von dieser Regelung ausgenommen waren die Viertelfinalspiele sowie das zweite Halbfinale, die allesamt Unentschieden enden konnten und nur in die Overtime gingen, sofern die Tordifferenz am Ende des zweiten Spiels keinen Sieger hervorgebracht hatte.

## Qualifizierte Teams
| Canadian Division - (C1) Canadiens de Montréal - (C2) Toronto Maple Leafs - (C3) Montreal Maroons | American Division - (A1) Boston Bruins - (A2) Chicago Black Hawks - (A3) New York Rangers |

## Playoff-Baum
|  | Viertelfinale | Viertelfinale         | Viertelfinale       |                  |                     | Halbfinale | Halbfinale            | Halbfinale |  |  | Stanley-Cup-Finale | Stanley-Cup-Finale | Stanley-Cup-Finale |
|  |               |                       |                     |                  |                     |            |                       |            |  |  |                    |                    |                    |
|  |               |                       |                     |                  |                     |            |                       |            |  |  |                    |                    |                    |
|  |               |                       |                     |                  |                     |            |                       |            |  |  |                    |                    |                    |
|  | C1            | Canadiens de Montréal | 3                   |                  |                     |            |                       |            |  |  |                    |                    |                    |
|  | C1            | Canadiens de Montréal | 3                   |                  |                     |            |                       |            |  |  |                    |                    |                    |
|  |               |                       | A1                  | Boston Bruins    | 2                   |            |                       |            |  |  |                    |                    |                    |
|  |               |                       |                     | Boston Bruins    | 2                   |            |                       |            |  |  |                    |                    |                    |
|  |               |                       |                     |                  |                     |            |                       |            |  |  |                    |                    |                    |
|  |               |                       |                     |                  |                     |            |                       |            |  |  |                    |                    |                    |
|  |               |                       |                     |                  |                     | C1         | Canadiens de Montréal | 3          |  |  |                    |                    |                    |
|  |               | A2                    | Chicago Black Hawks | 2                |                     |            |                       |            |  |  |                    |                    |                    |
|  | C2            | Toronto Maple Leafs   | 03                  |                  |                     |            |                       |            |  |  |                    |                    |                    |
|  | A2            | Chicago Black Hawks   | 14                  |                  |                     |            |                       |            |  |  |                    |                    |                    |
|  | A2            | Chicago Black Hawks   | 14                  | A2               | Chicago Black Hawks | 23         |                       |            |  |  |                    |                    |                    |
|  |               |                       |                     | A2               | Chicago Black Hawks | 23         |                       |            |  |  |                    |                    |                    |
|  |               |                       | A3                  | New York Rangers | 0                   |            |                       |            |  |  |                    |                    |                    |
|  | C3            | Montreal Maroons      | A3                  | New York Rangers | 0                   | 01         |                       |            |  |  |                    |                    |                    |
|  | C3            | Montreal Maroons      |                     |                  |                     |            |                       |            |  |  |                    |                    |                    |
|  | A3            | New York Rangers      | 28                  |                  |                     |            |                       |            |  |  |                    |                    |                    |

## Viertelfinale

### (C2) Toronto Maple Leafs – (A2) Chicago Black Hawks
| 24. März 1931 | Toronto Maple Leafs Ace Bailey (11:53) Andy Blair (32:11) | 2:2 (1:1, 1:1, 0:0) Spielbericht Stand: 0:0 | Chicago Black Hawks Mush March (16:59) Mush March (31:22) | Mutual Street Arena, Toronto, Ontario |

| 26. März 1931 | Chicago Black Hawks Vic Ripley (17:15) Stewart Adams (79:20) | 2:1 n. V. (1:0, 0:0, 0:1, 1:0) Spielbericht Stand: 1:0 Tordifferenz: 4:3 | Toronto Maple Leafs King Clancy (57:00) | Chicago Stadium, Chicago, Illinois |

### (A3) New York Rangers – (C3) Montreal Maroons
| 24. März 1931 | New York Rangers Bill Cook (10:34) Bill Cook (36:51) Paul Thompson (45:15) Butch Keeling (53:11) Paul Thompson (54:23) | 5:1 (1:0, 1:0, 3:1) Spielbericht Stand: 1:0 | Montreal Maroons Nels Stewart (59:26) | Madison Square Garden, New York City, New York |

| 26. März 1931 | Montreal Maroons | 0:3 (0:0, 0:3, 0:0) Spielbericht Stand: 0:2 Tordifferenz: 1:8 | New York Rangers Bill Cook (27:15) Ching Johnson (30:20) Paul Thompson (35:29) | Forum de Montréal, Montréal, Québec |

## Halbfinale

### (A1) Boston Bruins – (C1) Canadiens de Montréal
| 24. März 1931 | Boston Bruins Dit Clapper (37:34) Eddie Shore (43:49) Cooney Weiland (46:29) George Owen (50:26) Cooney Weiland (78:56) | 5:4 n. V. (0:0, 1:3, 3:1, 1:0) Spielbericht Stand: 1:0 | Canadiens de Montréal Johnny Gagnon (25:23) Nick Wasnie (26:26) Marty Burke (39:08) Sylvio Mantha (42:45) | Boston Garden, Boston, Massachusetts |

| 26. März 1931 | Boston Bruins | 0:1 (0:1, 0:0, 0:0) Spielbericht Stand: 1:1 | Canadiens de Montréal Georges Mantha (13:30) | Boston Garden, Boston, Massachusetts |

| 28. März 1931 | Canadiens de Montréal Sylvio Mantha (2:30) Gus Rivers (22:25) Georges Mantha (35:12) Georges Mantha (65:10) | 4:3 n. V. (1:1, 2:0, 0:2, 1:0) Spielbericht Stand: 2:1 | Boston Bruins Dit Clapper (17:20) Cooney Weiland (40:55) Marty Barry (54:15) | Forum de Montréal, Montréal, Québec |

| 30. März 1931 | Canadiens de Montréal Nick Wasnie (49:39) | 1:3 (0:1, 0:2, 1:0) Spielbericht Stand: 2:2 | Boston Bruins Cooney Weiland (16:02) Eddie Shore (28:32) George Owen (34:46) | Forum de Montréal, Montréal, Québec |

| 1. April 1931 | Canadiens de Montréal Johnny Gagnon (6:28) Pit Lépine (9:28) Wildor Larochelle (79:00) | 3:2 n. V. (2:0, 0:0, 0:2, 1:0) Spielbericht Stand: 3:2 | Boston Bruins Cooney Weiland (44:34) Cooney Weiland (53:42) | Forum de Montréal, Montréal, Québec |

### (A2) Chicago Black Hawks – (A3) New York Rangers
| 29. März 1931 | Chicago Black Hawks Johnny Gottselig (12:25) Elwin Romnes (44:36) | 2:0 (1:0, 0:0, 1:0) Spielbericht Stand: 1:0 | New York Rangers | Chicago Stadium, Chicago, Illinois |

| 31. März 1931 | New York Rangers | 0:1 (0:0, 0:0, 0:1) Spielbericht Stand: 0:2 Tordifferenz: 0:3 | Chicago Black Hawks Tom Cook (45:30) | Madison Square Garden, New York City, New York |

## Stanley-Cup-Finale

### (C1) Canadiens de Montréal – (A2) Chicago Black Hawks
| 3. April 1931 | Chicago Black Hawks Vic Ripley (28:30) | 1:2 (0:1, 1:1, 0:0) Spielbericht Stand: 0:1 | Canadiens de Montréal Georges Mantha (4:50) Pit Lépine (22:20) | Chicago Stadium, Chicago, Illinois |

| 5. April 1931 | Chicago Black Hawks Stewart Adams (31:45) Johnny Gottselig (84:50) | 2:1 n. V. (0:0, 1:0, 0:1, 0:0, 1:0) Spielbericht Stand: 1:1 | Canadiens de Montréal Nick Wasnie (52:10) | Chicago Stadium, Chicago, Illinois |

| 9. April 1931 | Canadiens de Montréal Johnny Gagnon (5:15) Georges Mantha (27:29) | 2:3 n. V. (1:0, 1:0, 0:2, 0:0, 0:0, 0:1) Spielbericht Stand: 1:2 | Chicago Black Hawks Mush March (56:20) Stewart Adams (57:07) Marvin Wentworth (113:50) | Forum de Montréal, Montréal, Québec |

| 11. April 1931 | Canadiens de Montréal Johnny Gagnon (24:34) Johnny Gagnon (44:25) Pit Lépine (50:55) Pit Lépine (57:25) | 4:2 (0:2, 1:0, 3:0) Spielbericht Stand: 2:2 | Chicago Black Hawks Johnny Gottselig (1:33) Ty Arbour (13:58) | Forum de Montréal, Montréal, Québec |

| 14. April 1931 | Canadiens de Montréal Johnny Gagnon (29:59) Howie Morenz (55:27) | 2:0 (0:0, 1:0, 1:0) Spielbericht Stand: 3:2 | Chicago Black Hawks | Forum de Montréal, Montréal, Québec |

### Stanley-Cup-Sieger
| Stanley-Cup-Sieger Canadiens de Montréal | Torhüter: George Hainsworth Verteidiger: Marty Burke, Albert Leduc, Art Lesieur, Georges Mantha, Sylvio Mantha (C), Jean Pusie Angreifer: Johnny Gagnon, Aurèle Joliat, Armand Mondou, Wildor Larochelle, Pit Lépine, Howie Morenz, Gus Rivers, Nick Wasnie Cheftrainer: Cecil Hart General Manager: Léo Dandurand |

## Beste Scorer
Abkürzungen: GP = Spiele, G = Tore, A = Assists, Pts = Punkte, PIM = Strafminuten; Fett: Bestwert
| Spieler          | Team            | GP | G | A | Pts | PIM |
| ---------------- | --------------- | -- | - | - | --- | --- |
| Cooney Weiland   | Boston          | 5  | 6 | 3 | 9   | 2   |
| Johnny Gagnon    | Montréal Canad. | 10 | 6 | 2 | 8   | 10  |
| Georges Mantha   | Montréal Canad. | 10 | 5 | 1 | 6   | 4   |
| Pit Lépine       | Montréal Canad. | 10 | 4 | 2 | 6   | 6   |
| Johnny Gottselig | Chicago         | 9  | 3 | 3 | 6   | 2   |
| Stewart Adams    | Chicago         | 9  | 3 | 3 | 6   | 8   |
| Dit Clapper      | Boston          | 5  | 2 | 4 | 6   | 4   |
| George Owen      | Boston          | 5  | 2 | 3 | 5   | 13  |
| Howie Morenz     | Montréal Canad. | 10 | 1 | 4 | 5   | 10  |
| Mush March       | Chicago         | 9  | 3 | 1 | 4   | 11  |
| Nick Wasnie      | Montréal Canad. | 10 | 3 | 1 | 4   | 8   |

Aurèle Joliat von den Canadiens de Montréal erzielte ebenfalls vier Assists.

## Beste Torhüter
Die kombinierte Tabelle zeigt die drei besten Torhüter in der Kategorie Gegentorschnitt sowie den jeweils Führenden in Shutouts und Siegen.
Abkürzungen: GP = Spiele, Min = Eiszeit (in Minuten), W = Siege, L = Niederlagen, T = Unentschieden, GA = Gegentore, SO = Shutouts, GAA = Gegentorschnitt; Fett: Bestwert; Sortiert nach Gegentorschnitt.
Erfasst werden nur Torhüter mit 120 absolvierten Spielminuten.
| Spieler           | Team            | GP | Min    | W | L | T | GA | SO | GAA  |
| ----------------- | --------------- | -- | ------ | - | - | - | -- | -- | ---- |
| John Ross Roach   | NY Rangers      | 4  | 240:00 | 2 | 2 | 0 | 4  | 1  | 1,00 |
| Chuck Gardiner    | Chicago         | 9  | 638:00 | 5 | 3 | 1 | 14 | 2  | 1,32 |
| Lorne Chabot      | Toronto         | 2  | 139:20 | 0 | 1 | 1 | 4  | 0  | 1,72 |
| George Hainsworth | Montréal Canad. | 10 | 721:46 | 6 | 4 | 0 | 21 | 2  | 1,75 |